# Nymphe dans un paysage
La Nymphe dans un paysage est une peinture à l'huile sur toile (113x186 cm) de Palma le Vieux, datant de 1518-1520, et conservé à la Gemäldegalerie de Dresde. 

## Description et style
L'œuvre rappelle fortement la Vénus endormie (ou Vénus de Dresde) de Giorgione (conservée dans le même musée), tant et si bien que certains l'ont identifiée comme une Vénus allongée. En réalité, il semble que l'œuvre se rapporte à ces femmes qui, dans le monde antique, étaient considérées comme des nymphes des bois, capable d'enchanter les hommes avec un seul coup d'œil, les transportant dans un monde de joies, mais aussi de peines d'amour. Ici, le corps langoureux et sensuel de la femme est complètement nu, la femme est éveillée, sans même un geste de pudeur, comme dans la Vénus d'Urbino de Titien. Cela semble être un obstacle au chemin sinueux visible dans le paysage, symbole d'élévation morale.